# Lunettes Fernez
Pour les articles homonymes, voir Fernez et Lunette.
Les lunettes Fernez sont un dispositif de vision subaquatique breveté par l'inventeur Maurice Fernez en 1920.

## Description
Bien que depuis des temps reculés différents peuples insulaires (des îles du Pacifique ou de l'océan Indien) se soient fabriqué des lunettes sous-marines avec des écailles de tortue, les lunettes Fernez sont les ancêtres directs et immédiats des lunettes de natation actuelles. Tout comme ces dernières elles étaient constituées de deux verres séparés, un en face de chaque œil, reliés par un pont amovible à l'avant et par une sangle à l'arrière, sangle qui fixait l'ensemble à la tête du plongeur.

## Utilisation
Les lunettes Fernez ont été tout d'abord conçues pour être couplées à une autre invention de Fernez, aussi de 1920 : « l'appareil Fernez 2 ». Cet appareil respiratoire, alimenté en air de surface par un narguilé, était conçu pour déambuler sur des fonds situés à plusieurs dizaines de mètres de profondeur (jusqu'à quarante mètres) et comptait sur un masque facial à deux verres pour assurer la vision du plongeur. Néanmoins le masque était un équipement plutôt encombrant et inutile pour évoluer à faible profondeur, c'est pourquoi Maurice Fernez y ajouta en option des lunettes de sa conception, pour les plongées entre cinq et dix mètres de profondeur. La différence, encore d'actualité, entre les lunettes de natation et le masque de plongée réside dans la différence de volume d'air contenu. Plus il y a d'air à l'intérieur du dispositif de vision et plus grande sera la profondeur à laquelle le plongeur pourra évoluer sans avoir à subir un placage de masque, phénomène résultant de la pression que l'eau exerce sur ses lunettes ou sur son masque. D'après la loi de Boyle-Mariotte le volume d'un gaz diminue lorsque la pression exercée sur ce gaz augmente. Dans le cas des lunettes les volumes d'air correspondant à chaque œil sont plus petits que celui d'un unique masque facial, c'est pourquoi les lunettes Fernez s'adaptèrent mal à la plongée profonde mais furent largement utilisées par les chasseurs apnéistes qui développèrent la chasse sous-marine dans le sud de la France dans les années 1920 et 1930, comme Georges Beuchat, Guy Gilpatrick ou Frédéric Dumas. Elles furent aussi utilisées par des pionniers de la plongée en scaphandre autonome, comme Philippe Tailliez ou Jacques-Yves Cousteau.
L'usage des lunettes Fernez continue en quelque sorte encore de nos jours sous la forme des lunettes utilisées dans les piscines, pour nager en surface ou pour plonger en apnée à quelques mètres de profondeur. En réalité il arriva aux lunettes Fernez ce qui arrive souvent à une invention lorsqu'elle s'adapte mieux à une utilisation autre que celle pour laquelle elle avait été conçue. Par exemple le « propulseur », que Louis de Corlieu inventa en 1914, était constitué de palmes qu'un nageur pouvait placer sur ses pieds, palmes qui étaient destinées à le faire avancer plus vite en nageant en surface. Pourtant, très tôt, les mêmes chasseurs, apnéistes et plongeurs sous-marins qui s'emparèrent des lunettes Fernez s'emparèrent aussi des palmes de Corlieu (en laissant de côté les palmes destinées aux mains pour ne prendre que celles portées aux pieds) non pas pour nager plus vite en surface mais pour se propulser convenablement en plongée ou en apnée.